# Wereldkampioenschap schaatsen allround vrouwen 1970
Het eenendertigste Wereldkampioenschap schaatsen allround voor vrouwen werd op 28 februari en 1 maart 1970 verreden op de ijsbaan State Fair Park in West Allis, Wisconsin. Het vond één week na het eerste WK Sprint plaats die op dezelfde ijspiste werd gehouden.
Van de tweeëntwintig deelneemsters uit de acht deelnemende landen, de Verenigde Staten (3), Canada (2), Japan (2), Finland (1), Nederland (5), Noorwegen (3), de Sovjet-Unie (5), West-Duitsland (1), hadden twintig deelgenomen aan het WK Sprint, alleen Tatjana Averina en Rieneke Demming hadden dit niet gedaan. Negen rijdsters debuteerden deze editie.
Atje Keulen-Deelstra werd de vierde vrouw die als debutante meteen de wereldtitel veroverde, Maria Isakova (1948), Chalida Sjtsjegolejeva (1953) en Inga Artamonova (1957) gingen haar hier in voor. Het was voor het eerst dat de wereldkampioene slechts één afstandsmedaille zou winnen, al voorgaande kampioenen hadden ten minste drie afstandsmedailles veroverd. Het was ook de derde wereldtitel van een Nederlandse na de titels van Stien Kaiser in '67 en '68.
Stien Kaiser stond met haar zesde deelname voor de zesde keer op erepodium bij de huldiging, dit jaar wederom op de tweede plaats.
De Noorse Sigrid Sundby eindigde op de derde plaats in het eindklassement. Dit was na de derde plaats van Randi Thorvaldsen op het WK van 1952 pas weer de eerste keer dat een Noorse hier stond.
De Nederlandse delegatie veroverde twee gouden- (Ans Schut op de 1500m en 3000m), twee zilveren- (Stien Kaiser op de 1500m en 3000m) en drie bronzen medailles (Rieneke Demming op de 1500m en 3000m, Atje Keulen-Deelstra op de 1000m). Ellie van den Brom deelde niet mee in de buit.
Ook dit kampioenschap werd over de kleine vierkamp, respectievelijk de 500m, 1500m, 1000m en 3000m, verreden.

## Medailles per afstand
| Afstand | Goud ·                         | Zilver ·     | Brons ·              |
| ------- | ------------------------------ | ------------ | -------------------- |
| 500m    | Ljoedmila Titova               | Leah Poulos  | Lisbeth Berg         |
| 1500m   | Ans Schut                      | Stien Kaiser | Rieneke Demming      |
| 1000m   | Ljoedmila Titova Sigrid Sundby | -            | Atje Keulen-Deelstra |
| 3000m   | Ans Schut                      | Stien Kaiser | Rieneke Demming      |

## Klassement
| Rang   | Schaatsster          | Land                     | Punten  | 500m         | 1500m         | 1000m         | 3000m         |
| ------ | -------------------- | ------------------------ | ------- | ------------ | ------------- | ------------- | ------------- |
| Goud   | Atje Keulen-Deelstra | Nederland                | 192,303 | 46,17 (6)    | 2.25,6 (4)    | 1.32,6 (3)    | 5.07,8 (4)    |
| Zilver | Stien Kaiser         | Nederland                | 192,780 | 47,38 (15)   | 2.23,9 (2)    | 1.34,4 (8)    | 5.01,4 (2)    |
| Brons  | Sigrid Sundby        | Noorwegen                | 193,473 | 46,29 (7)    | 2.26,1 (5)    | 1.33,9 (6)    | 5.11,9 (9)    |
| 4      | Dianne Holum         | Verenigde Staten         | 193,693 | 46,06 (4)    | 2.26,1 (5)    | 1.33,9 (6)    | 5.11,9 (6)    |
| 5      | Lasma Kauniste       | Sovjet-Unie              | 194,613 | 46,88 (12)   | 2.27,1 (9)    | 1,33,2 (4)    | 5.12,6 (8)    |
| 6      | Lisbeth Berg         | Noorwegen                | 194,726 | 46,01 (3)    | 2.27,7 (12)   | 1.35,0 (12)   | 5.11,9 (6)    |
| 7      | Ans Schut            | Nederland                | 195,104 | 46,72 (11)   | 2.23,3 (1)    | 1.42,5 * (20) | 4.56,2 (1)    |
| 8      | Ellie van den Brom   | Nederland                | 195,427 | 46,96 (14)   | 2.26,4 (7)    | 1.34,2 (7)    | 5.15,4 (12)   |
| 9      | Rieneke Demming      | Nederland                | 195,636 | 48,27 (19)   | 2.24,4 (3)    | 1.36,9 (16)   | 5.04,7 (3)    |
| 10     | Kirsti Biermann      | Noorwegen                | 195,756 | 46,44 (9)    | 2.27,1 (9)    | 1.36,0 (14)   | 5.13,7 (10)   |
| 11     | Tuula Vilkas         | Finland                  | 195,797 | 48,03 (17)   | 2.26,7 (8)    | 1.34,4 (8)    | 5.10,0 (5)    |
| 12     | Tatjana Averina      | Sovjet-Unie              | 196,083 | 46,65 (10)   | 2.27,7 (12)   | 1.35,3 (13)   | 5.15,3 (11)   |
| 13     | Ljoedmila Titova     | Sovjet-Unie              | 196,764 | 45,38 (1)    | 2.27,2 (11)   | 1.32,6 (1)    | 5.36,1 * (16) |
| 14     | Sachiko Saito        | Japan                    | 197,017 | 46,90 (13)   | 2.30,5 (15)   | 1.34,5 (11)   | 5.16,2 (13)   |
| 15     | Tatjana Sidorova     | Sovjet-Unie              | 198,926 | 46,16 (5)    | 2.31,9 (16)   | 1.36,0 (14)   | 5.24,8 (15)   |
| 16     | Akiko Ariga          | Japan                    | 210,073 | 58,14 * (22) | 2.28,6 (14)   | 1.38,4 (18)   | 5.19,2 (14)   |
| NC17   | Nina Statkevitsj     | Sovjet-Unie              | 143,843 | 46,31 (8)    | 2.32,2 * (17) | 1.33,6 (5)    | -             |
| NC18   | Leah Poulos          | Verenigde Staten         | 144,330 | 45,73 (2)    | 2.34,2 (18)   | 1.34,4 (8)    | -             |
| NC19   | Paula Dufter         | Bondsrepubliek Duitsland | 149,590 | 48,49 (20)   | 2.36,6 (20)   | 1.37,8 (17)   | -             |
| NC20   | Sylvia Burka         | Canada                   | 150,380 | 47,68 (16)   | 2.37,2 (21)   | 1.40,6 (19)   | -             |
| NC21   | Jeanne OmeleNChuk    | Verenigde Staten         | 155,330 | 48,08 (21)   | 2.35,4 (19)   | 1.50,9 * (22) | -             |
| NC22   | Cheryl Rey           | Canada                   | 157,143 | 50,01 (21)   | 2.45,1 (22)   | 1.44,2 (21)   | -             |

* = met val
NC = niet gekwalificeerd
NF = niet gefinisht
NS = niet gestart
DQ = gediskwalificeerd
Vet gezet = kampioenschapsrecord